# Береборн
Береборн (нем. Bereborn) — община в Германии, в земле Рейнланд-Пфальц. 
Входит в состав района Вульканайфель. Подчиняется управлению Кельберг.  Население составляет 103 человека (на 31 декабря 2010 года). Занимает площадь 2,57 км².